# Прапор Розлуча
Прапор Розлуча — один з офіційних символів села Розлуч, Самбірського району Львівської області. 

## Історія
Символ затвердила сесія Розлуцької сільської ради рішенням від 29 вересня 2020 року.
Автор — Андрій Гречило.

## Опис
Квадратне полотнище, на зеленому полі в нижній третині проходить білий залізничний віадук, у верхній третині на відділеному ялинкоподібно білому полі — три сині краплі.

## Зміст
Зелений колір і ялинкоподібне ділення символізує багату карпатську природу. Біле поле означає цілюще гірське повітря. Три сині краплі уособлюють джерела мінеральних вод та курортну специфіку Розлуча. Давній залізничний віадук підкреслює важливу роль залізниці для розвитку села.
Квадратна форма полотнища відповідає усталеним вимогам для муніципальних прапорів (прапорів міст, селищ і сіл).